# Streckbröstad fulvetta
Streckbröstad fulvetta (Fulvetta striaticollis) är en östasiatisk tätting som numera placeras i familjen papegojnäbbar. Arten är endemisk för Kina.

## Utseende och läte
Streckbröstad fulvetta är en rätt färglös liten (11,5 cm) fulvetta med ljust öga. Ovansidan är brun, undersidan vitaktig med längsgående streck på strupe och bröst. Hjässan är gråbrun med långa och bruna längsgående hjässband. På handpennorna syns en grå vingfläck. Sången beskrivs i engelsk litteratur som ett enkelt "ti tsew" eller "tsi chuu", med första tonen stigande och den andra fallande.

## Utbredning och systematik
Streckbröstad fulvetta är endemisk för Kina och förekommer i bergstrakter i sydcentrala delen av landet, från sydvästra Gansu till sydöstra Qinghai, Sichuan och nordvästra Yunnan. Den behandlas som monotypisk, det vill säga att den inte delas in i några underarter.

### Släktes- och familjetillhörighet
Tidigare behandlades fulvettorna som timalior och placerades i släktet Alcippe, men DNA-studier visar att arterna i Alcippe endast är avlägset släkt med varandra, så pass att de numera placeras i flera olika familjer. Fulvettorna är en del av en grupp i övrigt bestående av papegojnäbbarna, den amerikanska arten messmyg, de tidigare cistikolorna i Rhopophilus samt en handfull släkten som tidigare också ansågs vara timalior (Lioparus, Chrysomma, Moupinia och Myzornis). Denna grupp är i sin tur närmast släkt med sylvior i Sylviidae och har tidigare inkluderats i den familjen. Enligt sentida studier skilde sig dock de båda grupperna sig åt för hela cirka 19 miljoner år sedan, varför tongivande International Ornithological Congress (IOC) numera urskilt dem till en egen familj, Paradoxornithidae. Denna linje följs här.

## Levnadssätt
Streckbröstad fulvetta förekommer i bergstrakter på mellan 2200 och 4300 meters höjd, bland snår som rhododendron och stenek. Den livnär sig troligen på ryggradslösa djur, men kunskap om dess föda sanas. Fågeln häckar mellan juli och augusti, i Xizang juni-juli. Den lägger fyra ägg i boet av gräs, mossa och lavar hängs från en bambugren. Arten är stannfågel.

## Status och hot
Artens populationstrend är okänd, men utbredningsområdet är relativt stort. Internationella naturvårdsunionen IUCN anser inte att den är hotad och placerar den därför i kategorin livskraftig. Världspopulationen har inte uppskattats men den beskrivs som ganska vanlig.

## Namn
Fulvetta är diminutiv av latinska fulvus, "gulbrun", det vill säga "den lilla gulbruna".